# If You Ever Want to Be in Love
If You Ever Want to Be in Love è un singolo del cantante britannico James Bay, pubblicato il 29 ottobre 2015 dall'etichetta Republic Records come terzo estratto dal suo album di debutto Chaos and the Calm.

## Tracce
1. If You Ever Want to Be in Love – 4:00